# Chiesa di San Nicolò all'Albergheria

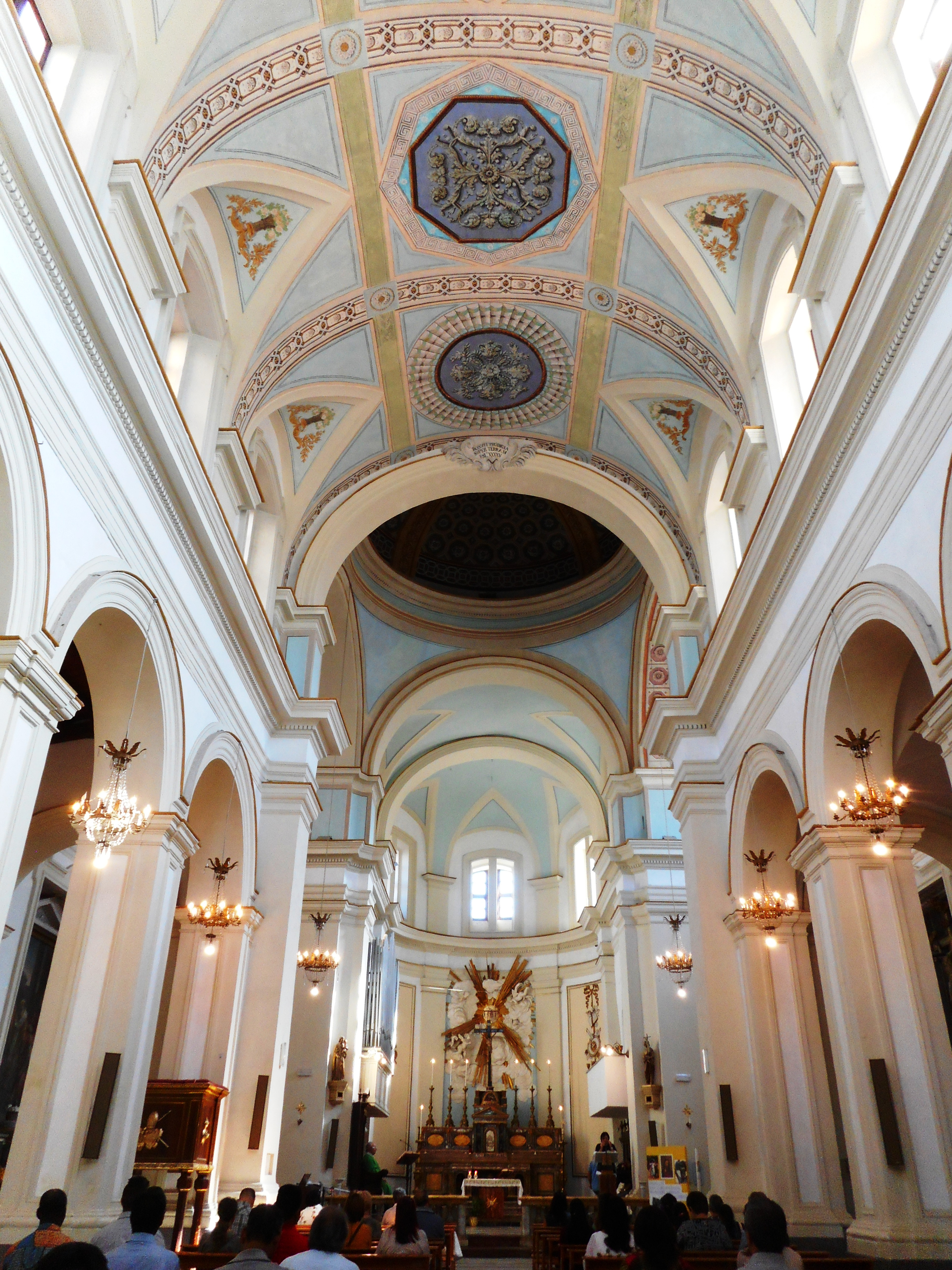
Interno della chiesa.

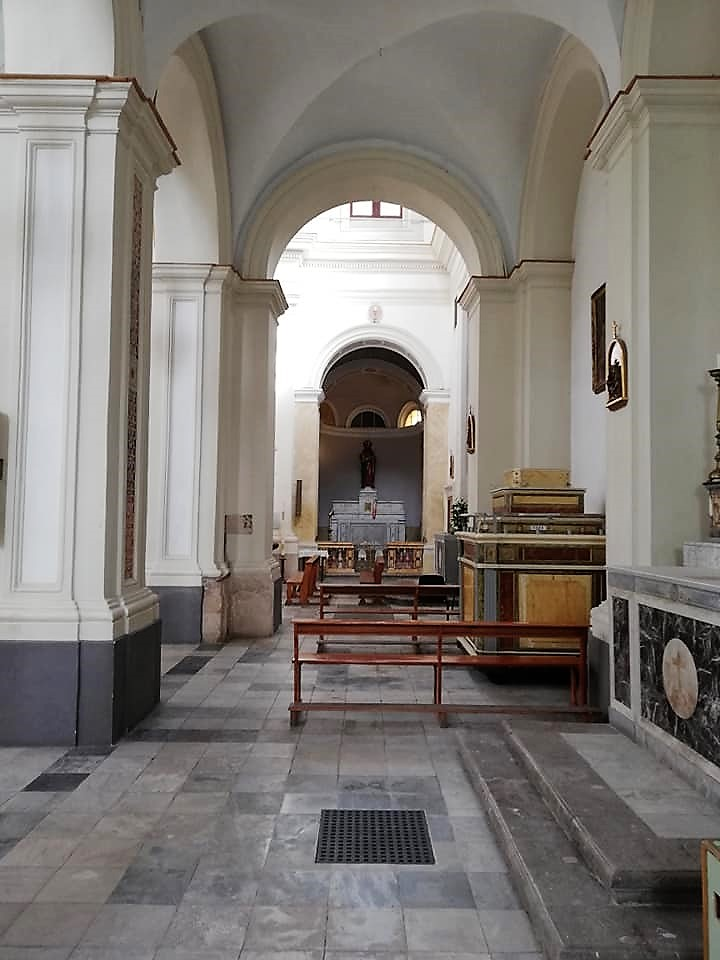
Navata destra.

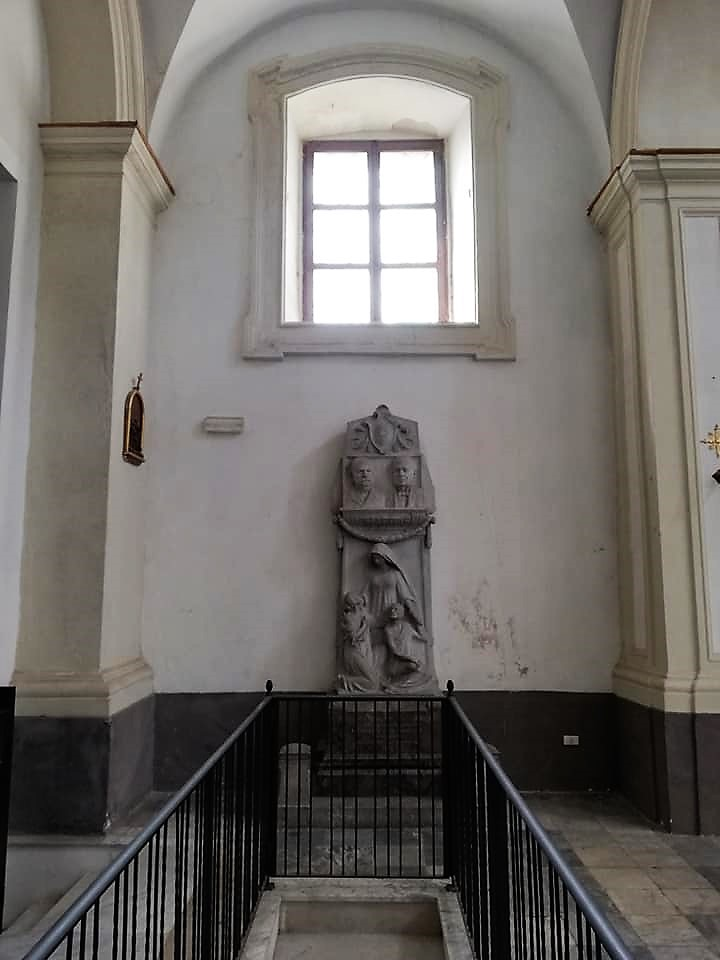
Cenotafio.

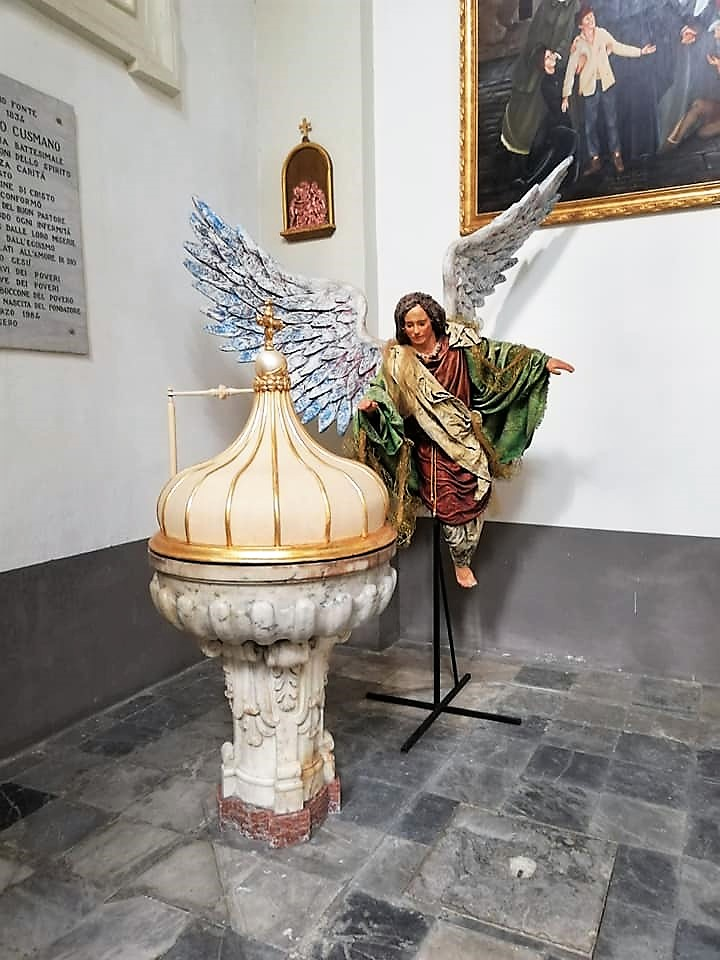
Fonte battesimale.

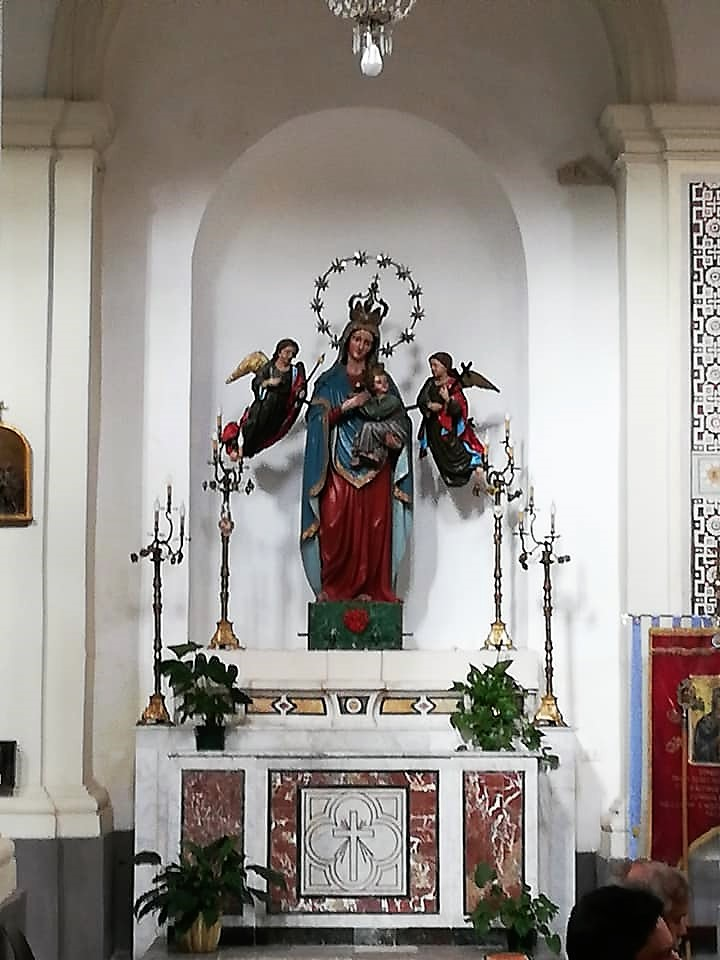
Cappella.

La chiesa di San Nicolò all'Albergheria, anticamente appellata la Nuova o primitiva chiesa di San Nicolò de' Latini, è un edificio di culto situato nel centro storico di Palermo nel mandamento Palazzo Reale o Albergaria.

## Storia

### Epoca svevo-aragonese
Il tempio era anticamente noto con l'appellativo di chiesa Nuova o chiesa di San Nicolò de' Latini, Antonino Mongitore ne fissa la sua fondazione nel 1292 in quanto si fa riferimento al luogo di culto, indicandone il titolo con l'attributo dei Latini, in alcuni testamenti di quell'anno. Si fa cenno alla medesima chiesa in successivi atti notarili scoperti negli archivi palermitani risalenti al 1259.
Un primo ingrandimento comprensivo d'opere di restauro è attestato intorno al 1400 per volontà della regina Bianca di Navarra, moglie di re Martino il Giovane, che la dotò di possedimenti e privilegi.

### Epoca spagnola
Fino al 30 giugno 1600 era unita al Capitolo Metropolitano, in seguito alla riforma passò sotto la tutela del Senato Palermitano artefice l'arcivescovo Diego Haëdo. Al 1715 la chiesa è documentata in stile normanno con archi gotici e colonne di tufo, allorché fu restaurata per ridurla in forma migliore dal parroco don Giuseppe Tommaso Castelli per assumere la fisionomia con pilastri e archi a tutto sesto, cupola nel transetto. Fu riaperta alle pratiche di culto il 12 aprile 1724.
Nel 1751 furono effettuati lavori di restauro al campanile, la facciata del tempio fu abbellita con un'edicola in stile barocco contenente la statua dell'Immacolata Concezione, manufatti che sormontavano un'iscrizione lapidea recante la dedica al santo titolare: "DIVO NICOLAO - MYRENSIUM ANTISTITI".
Negli anni compresi fra il 1779 e il 1805, e con l'espulsione dei Gesuiti nel 1767, il titolo parrocchiale passò alla chiesa del Gesù di Casa Professa, luogo di culto retto fino allora dalla Compagnia di Gesù. Nel ventennio compreso fra il 20 febbraio 1781 e il 3 giugno 1801 si svolsero i lavori di rifacimento della cattedrale metropolitana primaziale della Santa Vergine Maria Assunta, in un siffatto contesto anche il titolo di cattedrale fu temporaneamente trasferito all'aggregato di Casa Professa, per cui la grande chiesa del Gesù si trovò a dirìmere tutte le questioni sull'attribuzione e i conflitti di competenze derivanti di una vasta area del centro cittadino.

### Epoca contemporanea
Nel 1930 circa, causa il prolungamento di via Mongitore, la struttura corse il rischio di essere demolita. Grazie alla lungimiranza del parroco Vannelli e i saggi effettuati dalla Soprintendenza delle Belle Arti, furono scrostati i grossi pilastri riportando a nudo le antiche colonne di tufo. Pertanto la chiesa fu recuperata, differente sorte subirono il cimitero e il battistero che furono demoliti. Restaurata recentemente, si presenta oggi nella sua veste ottocentesca.

## Interno
La chiesa, orientata secondo i canoni bizantini con il presbiterio rivolto verso oriente, presenta una facciata in conci di tufo con sviluppo a capanna ed edicola intermedia posta sotto un finestrone, ai lati due finestre più piccole inserite in cornici con ogive delle originarie monofore. L'impianto interno è a tre navate ripartite da dodici pilastri (primitive colonne), dieci archi, con transetto, la crociera sormontata da cupola decorata con affreschi riproducenti cassettoni e lanternino mediante la tecnica del trompe-l'œil. Il presbiterio presenta, alle pareti laterali, gli stalli del coro, e l'altare in stile impero, dal quale sono stati trafugati i bassorilievi.

### Navata destra
- Controfacciata: monumento commemorativo del 1928 di Corrado e Giuseppe Lancia di Brolo, benefattori dei poveri della parrocchia.
- Prima campata:
- Seconda campata:
- Terza campata:
- Quarta campata:
- Quinta campata: Cappella di San Celso e Vittore.[8][10]

### Navata sinistra
- Prima campata: fonte battesimale, manufatto marmoreo proveniente dal battistero, dove fu battezzato il beato Giacomo Cusmano.
- Seconda campata:
- Terza campata:
- Quarta campata:
  - Pulpito ligneo.
- Quinta campata: Cappella della Madonna del Soccorso. Altare con statua della Madonna del Soccorso, opera tardo ottocentesca del Piscitello, proveniente dalla demolita chiesa della Madonna del Soccorso di via Albergheria.[10]

### Transetto
- Braccio destro: Cappella del Santissimo Crocifisso.[8] Sulla parete il Crocifisso ligneo opera di frate Innocenzo da Petralia, scultura restaurata nel 2013.
  - Absidiola destra: Cappella del Santissimo Sacramento. Nell'ambiente erano documentati gli affreschi raffiguranti l'Eterno Padre opere di Pietro Ruzzolone[9][11] e una custodia di bottega gaginiana.
- Braccio sinistro: Cappella di San Nicola di Bari. Altare con quadro ottocentesco raffigurante San Nicola di Bari, in sostituzione di una tela più antica.[8]
  - Absidiola sinistra: Cappella dell'Immacolata Concezione primitiva Cappella della Madonna della Spersa. Altare con una statua lignea settecentesca raffigurante l'Immacolata Concezione, ricoperta in lamina d'argento. In questa cappella si venerava la Madonna della Spersa, pergamena su tavola del XIII secolo, poi passata in un altro altare laterale ed oggi esposta al Museo Diocesano nella Sala dei fondi aurei. Nello stesso museo è esposto il grande quadro raffigurante la pianta topografica del territorio parrocchiale proveniente dalla sacrestia.[8][12][13]

Il titolo del quadro Madonna della Spersa deriva dallo smarrimento di Gesù nel tempio descritto nell'episodio noto come Ritrovamento di Gesù al Tempio o Gesù tra i Dottori della Legge. L'evento genera il temporaneo smarrimento morale e mentale, frammisto a paura e meraviglia, da parte di Maria e Giuseppe.

### Altare
Nella parete dell'abside la Gloria patrocinata dalla Compagnia del Santissimo Sacramento. Il manufatto è costituito da figure in stucco bianco, che si articolano attorno ad una raggiera in legno dorato dominata nella parte centrale dal tetragramma biblico "YHWH". Putti alati e cherubini disposti sulle nuvole e nimbi glorificano e santificano il nome di Dio.
L'altare in stile impero presenta un tabernacolo in marmi policromi a tempietto con frontone, cupoletta e sportello in argento. Il presbiterio delimitato da balaustra ospita le cantorie e l'organo a canne.

## Battistero
Nel lato meridionale della chiesa, dove oggi è stata ricavata una piazzetta, era ubicato il cimitero parrocchiale. Sull'area si affacciava il battistero con accesso dalla navata destra. Durante i lavori di riassetto dello spazio nel 1930 circa, sulla parete fu realizzato un nuovo portale.

## Campanile
Trecentesca torre civica in conci tufacei squadrati facente parte del sistema di trasmissioni e avvistamento costituito da altre 10 torri. 
Edificata per difendere le mura del Cassaro, nella fattispecie la torre di guardia sovrastava il fiume Kemonia. Gaspare Palermo nella sua esposizione tende a puntualizzare le antiche documentazioni attestanti la presenza del mare e conseguentemente di scali marittimi, nelle immediate adiacenze.
Il manufatto non faceva parte delle strutture della chiesa, ma risultava svincolato ed isolato. Solo successivamente fu raccordato con ulteriori corpi all'aggregato abitativo. Gli ultimi due ordini di una delle torri più alte di Palermo presentano rispettivamente delle belle bifore decorate con tarsie laviche e tufacee alternate, e semplici monofore nell'ultima cella.
Nella facciata settentrionale era installato un grande orologio esistente già nel 1518, in seguito danneggiato da un terremoto. Noto per la Castiddâna: 52 colpi a due ore di notte - (le ore 20:00 attuali) secondo il computo siciliano - che indicavano l'uscita della ronda, il segnale invitava i cittadini a rientrare nelle loro case per la parentesi notturna. Fino al 1962 erano ancora presenti il grande quadrante dell'orologio e la loggetta campanaria scomparsi con gli ultimi restauri.
Dal 2013 la Torre di San Nicolò è aperta al pubblico con delle visite guidate organizzate dalla cooperativa Terradamare.

## Cripta
Cripta con ambienti adibiti a colatoio e essiccatoio, ospitò sepolture fino al 1864.

## Cimitero
Nel lato meridionale della chiesa, dove oggi è stata ricavata una piazzetta, era ubicato il cimitero parrocchiale. Sull'area si affacciava il battistero con accesso dalla navata destra.

## Oratorio
Oratorio sede della Compagnia del Santissimo Sacramento all'Albergheria.

## Compagnia del Santissimo Sacramento all'Albergheria
Compagnia del Santissimo Sacramento all'Albergheria attestata nei locali dietro la chiesa, sodalizio fondato il 3 luglio 1514.